# Старинское сельское поселение (Воронежская область)
Старинское сельское поселение — муниципальное образование в Каширском районе Воронежской области.
Административный центр — село Старина.

## Административное деление
Состав поселения:
- село Старина,
- село Верхнее Марьино,
- село Солонцы.